# Association internationale des travailleurs (anarcho-syndicaliste)
Pour l’article homonyme, voir Association internationale des travailleurs.
Pour les articles homonymes, voir AIT.
L'Association internationale des travailleurs (AIT) est une organisation internationale d'organisations ou de syndicats anarcho-syndicalistes. Elle reprend le nom de l'Association internationale des travailleurs, connue aussi sous le nom de Première Internationale.

## Historique
L'Association est créée à Berlin, le 22 décembre 1922, par des partisans du syndicalisme révolutionnaire, de l'anarcho-syndicalisme et de l'anarchisme ouvrier (FORA) qui refusent le neutralisme syndical de la charte d'Amiens et l'allégeance des syndicats aux partis politiques, soit-il communiste (Internationale syndicale rouge) ou social-démocrate (Fédération syndicale internationale). 
La Première Guerre mondiale qui a signé la faillite de l'internationalisme social-démocrate, et révélé les dissensions entre la gauche gouvernementale et la gauche révolutionnaire (le social-démocrate Gustav Noske fait ainsi tuer les spartakistes allemands, dont Rosa Luxemburg et Karl Liebknecht). 

La révolution russe, qui a représenté un espoir pour le mouvement anarcho-syndicaliste, déçoit rapidement. Très vite, il devient clair pour les anarcho-syndicalistes qu'il n'y a aucune émancipation à attendre des bolcheviks.
La principale nouveauté programmatique de l'AIT (faisant évoluer ainsi le mouvement syndical révolutionnaire d'avant la Première Guerre mondiale et d'avant la révolution russe) est la rupture définitive avec les partis politiques. Des partis qui ne peuvent plus être considérés comme des éléments faisant partie du mouvement ouvrier comme le laissait entendre la charte d'Amiens, mais qui au contraire doivent être traités comme des ennemis des travailleurs. À ce titre, les partis politiques doivent être combattus comme l'État, le Capital et leurs institutions.
Des organisations puissantes de plusieurs centaines de milliers de membres comme la FORA en Argentine, l'USI en Italie, la CGT Portugaise, les IWW Chiliens sont les principales organisations constituant l'AIT dans la première moitié du XXe siècle. La plus connue, la CNT espagnole rassemblait plus de 1 500 000 adhérents au plus fort de la guerre civile espagnole.
L'AIT a également toujours eu la particularité de regrouper, outre des organisations de masses, des groupes de propagandes anarcho-syndicalistes (comme, dans les années 1930, la Fédération anarchiste polonaise, membre à part entière de l'AIT). 

Toutefois, les sections furent laminées par la répression exercée par les dictatures de toutes sortes (nazisme en Allemagne, fascisme en Italie et au Portugal, franquisme en Espagne, communisme à Cuba, en Bulgarie et dans les pays de l'Est, dictatures militaires en Amérique latine...).
La mort de l'AIT, annoncée cent fois, n'a pas eu lieu. Elle a réussi à survivre pendant les décennies terribles de la guerre froide, refusant de prendre parti pour l'un ou l'autre des belligérants. Elle connaît un petit frémissement[réf. nécessaire] depuis la chute du mur de Berlin. 

Ce renouvellement s'accompagne d'une clarification quant à ses buts politiques et idéologiques poursuivis. Ainsi, lors du controversé congrès de Madrid en 1996, les tendances syndicalistes « pures » furent exclues de l'AIT (la tendance dite « des Vignoles » de la CNT Française, la tendance romaine de l'USI préférant formellement quitter l'AIT), pour participation, dans certains cas, à des institutions de collaboration de classe, ce qui rompait avec le principe de rejet de la représentativité. 

Mais ce même congrès fut également celui de l'ouverture à l'Est, à peine quelques années après la chute du mur de Berlin, avec l'accueil de nouvelles sections tchèques, slovaques ou encore russes. 

Dans les années 2000, d'autres nouvelles sections rejoignent l'AIT (COB brésilienne, ASI en Serbie…).
En 2010, l'AIT tient son congrès à São Paulo au Brésil, première occasion, pour un congrès international anarchiste de se tenir en dehors de l'Europe. Une nouvelle section en Pologne, le ZSP, a rejoint l'internationale anarcho-syndicaliste lors de ce congrès.
En 2016 l'AIT effectue une nouvelle vague d'exclusions. La plupart des organisations exclus de l'AIT, dont certains membres historique comme la FAU, la CNT espagnole ou USI, décident de refonder une internationale anarcho-syndicaliste. En mai 2018 est créée à Parme la Confédération internationale du travail.

## Actuelles organisations membres et amis de l'AIT
| Pays        | Nom                                                                              | Acronyme | Publications                            | Statut |
| ----------- | -------------------------------------------------------------------------------- | -------- | --------------------------------------- | ------ |
| Autriche    | Wiener ArbeiterInnen Syndikaẗ (Syndicat des travailleurs de Vienne)              | WAS      |                                         | Membre |
| Australie   | Anarcho-Syndicalist Federation (Fédération Anarchosyndicaliste)                  | ASF      |                                         | Membre |
| Bangladesh  | Anarcho-Syndicalist Federation                                                   | BASF     |                                         | Membre |
| Brésil      | Confédération ouvrière brésilienne                                               | COB      | A Voz do Trabalhador, A Plebe           | Membre |
| Bulgarie    | Autonomous Workers' Union (Confédération autonome des travailleurs)              | ARK      |                                         | Ami    |
| Chili       | Solidaridad Obrera                                                               |          |                                         | Ami    |
| Colombie    | Unión Libertaria Estudiantil y del Trabajo                                       | ULET     |                                         | Membre |
| Espagne     | Confédération nationale du travail                                               | CNT-AlT  |                                         | Membre |
| France      | Confédération nationale du travail - Association internationale des travailleurs | CNT-AIT  |                                         | Membre |
| Inde        | Muktivadi Ekta Morcha                                                            | MEM      |                                         | Ami    |
| Indonésie   | Persaudaraan Pekerja Anarko Sindikalis                                           | PPAS     |                                         | Membre |
| États-Unis  | Alliance solidaire des travailleurs                                              | WSA      |                                         | Ami    |
| Norvège     | Fédération des syndicalistes norvégiens (en)                                     | NSF      |                                         | Membre |
| Pologne     | Związek Syndykalistów Polski (Union des syndicalistes de Pologne)                | ZSP-MSP  | Zapłata                                 | Membre |
| Russie      | Confédération révolutionnaire des anarcho-syndicalistes                          | KRAS-MAT | Либертарная мысль (Libertarian Thought) | Membre |
| Serbie      | Anarho-sindikalistička inicijativa (Initiative anarchosyndicaliste)              | ASI-MUR  | Direktna akcija                         | Membre |
| Slovaquie   | Priama Akcia (Action directe)                                                    | PA       |                                         | Membre |
| Suède       | Örestad Lokala Samorganisation (Groupe local d’Örestad)                          | OLS      |                                         | Membre |
| Royaume-Uni | Solidarity Federation                                                            | SolFed   | Direct Action, Catalyst                 | Membre |